# Valle del Cauca
Pour les articles homonymes, voir Valle.
Le Valle del Cauca est l’un des 32 départements de la Colombie. Il se trouve dans le sud-ouest du pays, entre la région andine et la région du Pacifique. Sa capitale est Cali (officiellement Santiago de Cali). Une grande partie du département est située entre les cordillères Occidentale et Centrale. Le río Cauca, d’où provient le nom du Valle del Cauca, traverse plusieurs villes de ce département.
Le Valle del Cauca est composé de 42 municipalités. Il est limité au nord par les départements du Chocó et du Risaralda, au sud par le département du Cauca, à l’est par ceux du Quindío et du Tolima, et à l’ouest par l’océan Pacifique. L’île de Malpelo, dans l’océan Pacifique, est sous la juridiction du Valle del Cauca.

## Toponymie
Le département doit son nom au río Cauca, qui le traverse du sud au nord.

## Histoire

### Époque précolombienne
La vallée du Cauca a été habitée au cours de la préhistoire par les tribus aborigènes suivantes : Gorrones, Bugas, Aguales, Iscuándes, Noamanes, Calocotos, Jamundies, Lilies, Quinchias et Quimbayas. La majorité de ces tribus faisait partie de la famille des tribus caribéennes, et quelques autres de la famille des tribus andines. Les documents espagnols des débuts de la colonie affirment que l'on retrouvait environ un million d'individus occupant le territoire.
Ces tribus vivaient principalement de l'agriculture, de la chasse ainsi que de la pêche. Aucune trace de culte religieux n'a été décelée et il n'y a pas de documents historiques qui tendent à en prouver la présence. À ce jour, aucun temple, ou symbole religieux, ne semble avoir été laissé par ces groupes ethniques.

### Époque coloniale et histoire moderne
Les premiers Espagnols qui arrivèrent sur ce territoire, en 1535, furent Sebastián de Belalcázar, Juan de Ampudia (es), Pedro de Añazco et Miguel López Muñoz, puis, en 1538, Lorenzo de Aldana et Juan Badillo, suivis en 1539 par Pascual de Andagoya.
À l’époque coloniale, le département était gouverné depuis Popayán, Panama et Quito.
Lors de l’indépendance, ce département s’unit à celui du Cauca. En 1831, ce territoire regroupait les provinces de Buenaventura et de Popayán, lesquelles s'unirent à celles de Barbacoas et de Cauca. L'État fédéral de Cauca fut créé en 1857 ; il incluait les régions de Caquetá, du Chocó et de Pasto.
À la constitution de 1866, l’État fédéral de Cauca se convertit en un département. En 1908, il se sépara des provinces qui s’étaient unies lors de l'indépendance, et devint le département actuel du Valle del Cauca.

La Province de Popayán en 1831.
L'État fédéral de Cauca en 1857.
Le département de Cauca en 1866.
Le département de Valle del Cauca depuis 1908.

## Héraldique
L'écu du Valle del Cauca, au bord supérieur droit, adopta la forme française (XVe siècle) en l'honneur de la Révolution française qui inspira l'indépendance de la Colombie. Le champ de l'écu est taillé (divisé en deux quartiers par un trait oblique).
| Blason de Valle del Cauca | Blason  | À dextre, une vallée de sinople avec un fleuve d'azur, deux palmiers, cinq villes d'or. Au fond, deux montagnes d'azur et deux nuages d'argent. À senestre, le port de Buenaventura avec sa baie, un môle d'or, la route de Simón Bolívar et le río Anchicayá. En haute mer, un paquebot de la Marine nationale colombienne et un nuage d'argent dans le ciel d'azur. Bordé d'une filière d'or, l'écu est accompagné d'ornements extérieurs, à dextre le drapeau d'azur et d'argent des villes confédérées en 1811, à senestre une tige de canne à sucre et un rameau de caféier. Le timbre de l'écu représente un soleil d'or. Un listel de gueules porte une inscription en lettres d'or : "3 de julio de 1810 - 1 de mayo de 1910". |
| Blason de Valle del Cauca | Détails | L'inscription (« 3 juillet 1810 — 1er mai 1910 ») fait référence au jour où Santiago de Cali proclama son indépendance et à la création officielle du département du Valle del Cauca. |

## Géographie
Le département du Valle del Cauca s'étend depuis le Pacifique à l'ouest jusqu'à la cordillère Centrale à l'est. Au nord, il est limité par les départements du Chocó et du Risaralda, et au sud par le département du Cauca.

### Géologie
Le Valle del Cauca se situe dans une région géologique jeune. La partie la plus ancienne de la région est constituée par la cordillère Centrale dans laquelle on retrouve des roches et sédiments du Précambrien et du Paléozoïque. Il existe deux secteurs du Précambrien plus anciens encore autour des rives du río Cauca, aux alentours de Cali et de Bugalagrande. La région du Valle del Cauca date du Mésozoïque ; elle est constituée de sédiments volcaniques. Le piémont de la cordillère Centrale ainsi que la majeure partie de la côte Pacifique sont constitués de roches très jeunes (Quaternaire). La cordillère Centrale est constituée d'une roche datant du Mésozoïque (Crétacé, Jurassique). Enfin, la région entre la cordillère Occidentale et la côte Pacifique est date du Cénozoïque tertiaire.

### Répartition des pics thermiques
- Chaud : 0–1 000 m ASL (au-dessus du niveau de la mer) 47,9 %
- Tempéré : 1 000–2 000 m ASL 33,6 %
- Frais : 2 000–3 000 m ASL 13,6 %
- Paramo : 3 000 m ASL et plus 4,9 %

### Régions
La division du département en régions peut être effectuée de la manière suivante :

#### La vallée
On retrouve la vallée entre les cordillères Occidentale et Centrale des Andes colombiennes. La vallée est longue d'approximativement 240 km (du nord au sud) et sa largeur varie de 32 km dans le secteur de Yumbo et de Palmira et de 12 km dans les secteurs plus au nord tels qu’aux alentours de Yotoco, Guadalaraja de Buga, La Victoria. La vallée se trouve à une altitude moyenne de 1 000 m et elle a une superficie approximative de 3 000 km2.

#### Les montagnes
Sont compris ci-après les cimes, les falaises ainsi que les versants des cordillères Occidentale et Centrale. Les sommets de la cordillère Occidentale n'excèdent généralement pas les 2 000 m d'altitude, cependant la partie du sud peut dépasser à certains endroits les 3 000 m. Au sud du département se trouve la colline Naya (el cerro Naya).
Un peu plus au nord, on trouve les Farallones de Cali qui atteignent les 4 080 m au mont Pance, il s'agit de la plus haute altitude de la cordillère Occidentale dans le département.
Toujours plus au nord, se trouvent les collines Militar et le Pan de Azúcar (3 500 m) aux limites du département du Chocó.
Entre les départements du Valle del Cauca et du Chocó, on trouve le canyon de la rivière Garrapatas qui se forme entre la lame de Garrapatas (flanc sud) et la serranía de los Paraguas (flanc nord). En poursuivant vers le nord on retrouve la lame de Carrizales. Aux limites des départements du Chocó et de Risaralda se retrouve le paramo Tataná qui atteint 3 500 m d'altitude.

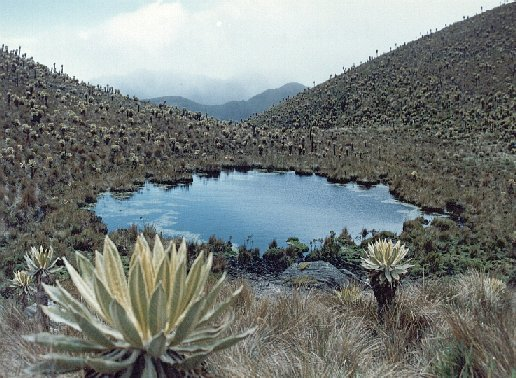
Parc national naturel de Las Hermosas.

Sur la cordillère Centrale, on trouve principalement des paramos parmi lesquels :
- paramo de Iraca (4 200 m ASL), municipalité de Florida ;
- paramo de Tinajas (3 800 m ASL), municipalité de Pradera ;
- paramo de Chinche (4 000 m ASL), municipalité de Palmira ;
- paramo de Las Hermosas (4 000 m ASL), municipalité de El Cerrito ;
- paramo de El Rosario, municipalité de Guadalajara de Buga ;
- paramo de Yerbabuena (3 500 m ASL), municipalité de Sevilla.

#### Région côtière ou côte du Pacifique

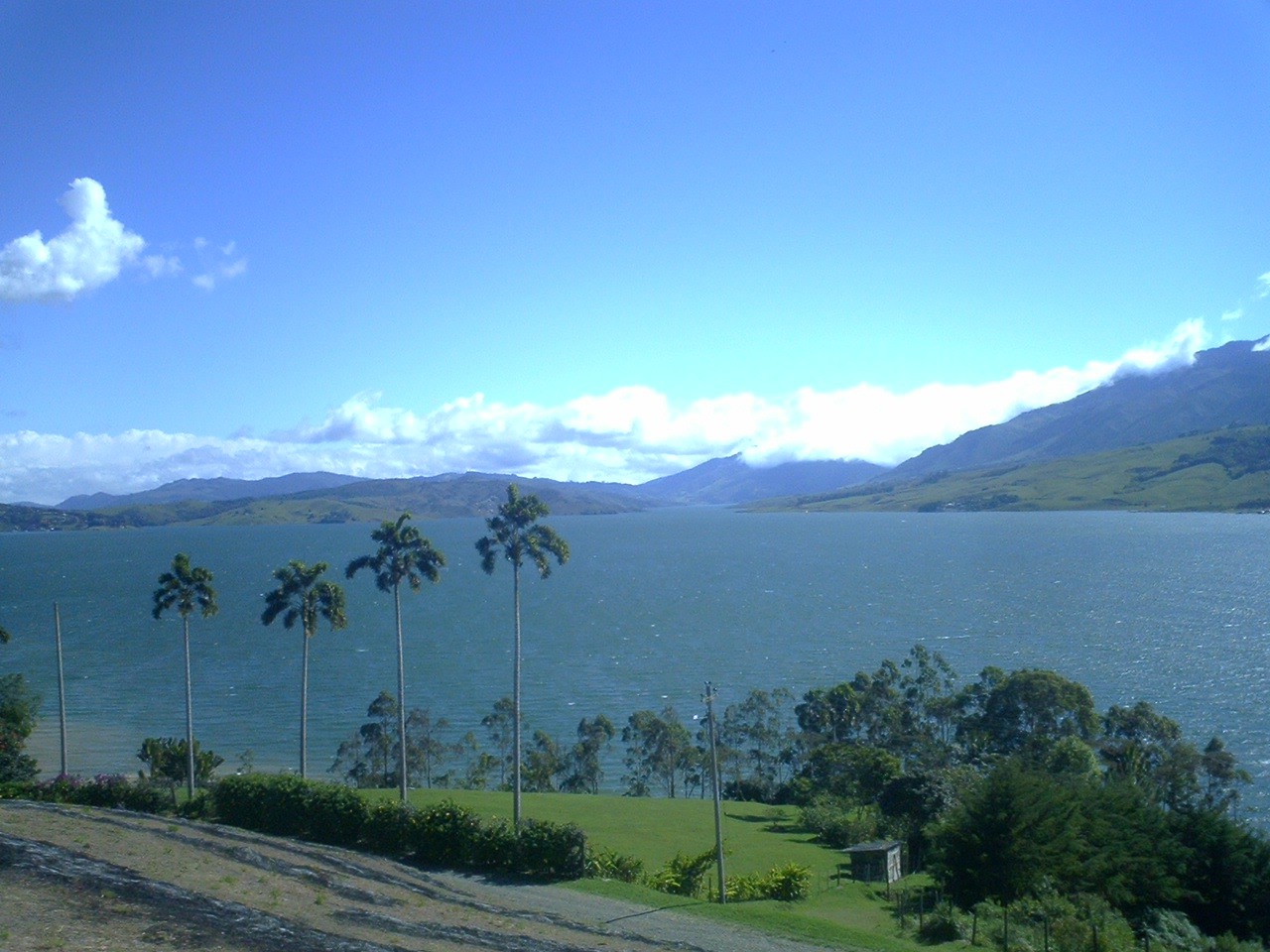
Vue du lac Calima depuis la route de Buga à Calima el Darién.

Cette région se divise en deux zones : le littoral et la jungle tropicale, cette dernière est constituée d'une plaine s'étendant jusqu'au piémont de la cordillère Occidentale.
La partie du littoral comprend la zone des mangroves tout au long de la côte. Cette zone s'étend de 5 à 25 km en entrant dans les terres. À 490 km de la côte, dans l'océan Pacifique, se trouve l'île de Malpelo qui est le bout de terre le plus à l'ouest de toute la Colombie. Cette île constitue un parc national de Colombie et une aire protégée ; elle n'est donc pas habitée en permanence et n'est fréquentée que par quelques chercheurs.
Au sud, se trouve le río Naya à la limite du département de Cauca. Vers le nord, on trouve la baie de Buenaventura qui se situe à l'embouchure du río Anchicayá.
La partie de la jungle occupe le reste de l'espace jusqu'à de bonnes altitudes dans les montagnes. Dans cette région abondent les cours d'eau qui se forment sur les versants de la cordillère pour se jeter dans la mer. Se trouve dans cette région la vallée du río Calima. Cette vallée est relativement en haute altitude et ne fait pas vraiment partie de la jungle, plutôt d'une région de transition entre la jungle et les végétations plus typiques des Andes. Cependant on a tendance à l'inclure dans cette zone. Dans la vallée, on trouve le lac Calima, un lac artificiel servant de réservoir à une centrale électrique. Sur les rives de ce lac sont construits des établissements de villégiature, il s'agit du terrain de jeu des habitants de Cali.

### Géographie physique

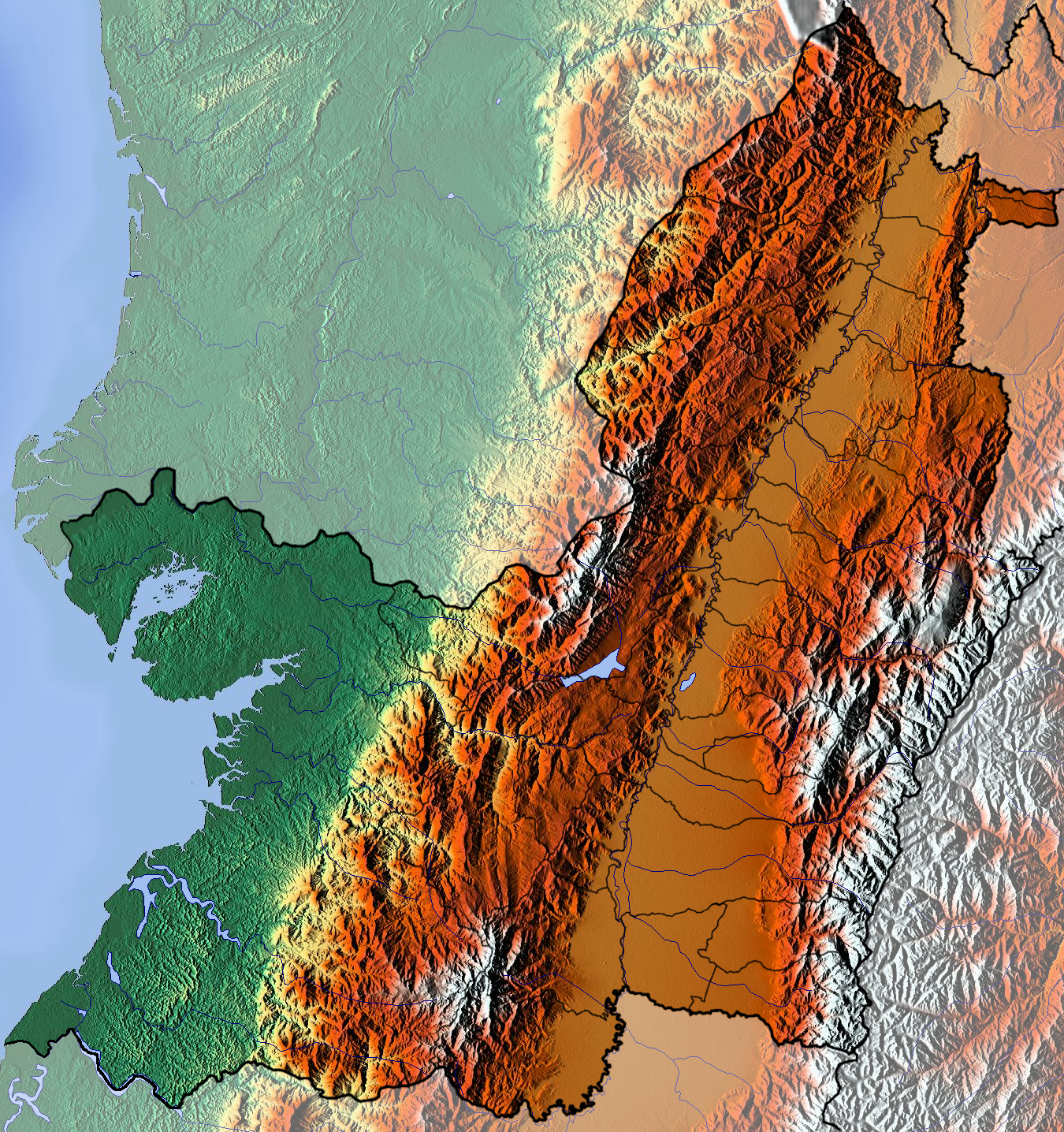
Carte topographique du Valle del Cauca.

La superficie du Valle del Cauca est de 22 140 km2. Le département est traversé du sud au nord par le río Cauca. Il est bordé par les départements du Chocó et du Risaralda au nord, par celui du Cauca au sud, par ceux du Quindío et du Tolima à l'est, et à l’ouest par l'océan Pacifique.
Le département possède une grande variété d’écosystèmes grâce à la présence d’une côte, de la cordillère Occidentale, de la plaine et de la vallée du río Cauca et, à l'est, de la cordillère Centrale.

### Climat

#### La vallée
La température moyenne de la région fluctue entre 23 et 24 °C, ce qui correspond au pic thermique chaud. L'humidité relative fluctue entre 65  et   75 %. Le département se situe dans une région intertropicale qui comporte deux périodes pluvieuses et deux périodes sèches chaque année. La première époque sèche a lieu entre décembre et février, la seconde de juin à septembre. Les périodes pluvieuses ont donc lieu de mars à mai et d'octobre à novembre. Il est à noter qu'il s'agit ici de tendance, mais il pleut également pendant les périodes sèches et peut faire très beau pendant les périodes pluvieuses. De façon périodique, la région est fortement affectée par les phénomènes d’El Niño et de La Niña.
Les indices de précipitations annuelles sont de 1 589 mm dans le nord du département (133 jours de pluie annuellement), de 1 882 mm au sud (109 jours de pluie) et de 938 mm au centre (100 jours de pluie annuellement). Les inondations ne sont donc pas des phénomènes rares.

#### Les montagnes
Climat de paramo, soit frais et sec.

#### Région côtière
Dans la partie occidentale, les précipitations peuvent atteindre 5 159 mm annuellement, soit 231 jours de pluie en moyenne. Le littoral du Pacifique est une région pluvieuse qui ne comporte pas de saison sèche ; il pleut toute l'année. Cependant le temps est un peu plus sec et chaud en janvier et février. Dans certaines zones, il peut pleuvoir jusqu'à 320 jours par an et l'humidité relative y est toujours élevée, soit entre 86 et 90 %. Le ciel est généralement nuageux, cela étant surtout dû à la présence de la jungle qui émet beaucoup d'humidité dans l'air ambiant. La température fluctue généralement entre 26  et   27 °C en moyenne.

### Hydrographie

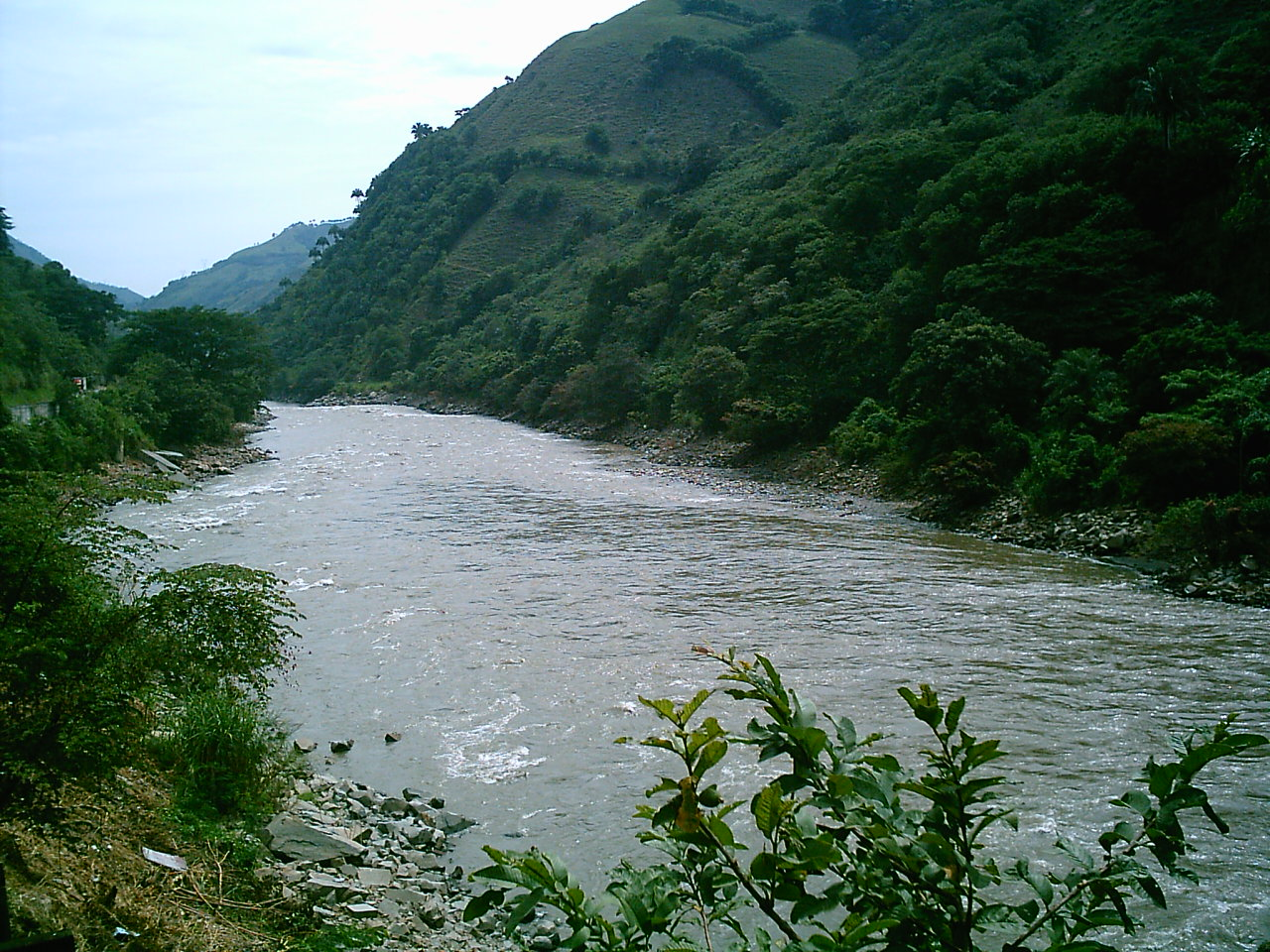
Le río Cauca.

Le réseau hydrographique de la région se compose de nombreux cours d'eau se déversant dans le Pacifique ou dans le bassin du río Magdalena via le río Cauca.
Principaux cours d'eau :
- le río Cauca traverse le département du sud au nord et constitue le principal cours d'eau du Valle del Cauca. De nombreux cours d'eau ont leur embouchure dans le río Cauca tout au long de son trajet ;
- sur la frange du Pacifique se trouvent beaucoup de cours d'eau allant de la montagne vers la mer, dont le río San Juan qui sert de frontière naturelle entre le département du Chocó et celui du Valle del Cauca ;
- le río Calima comporte, sur son cours, un lac de barrage, le lac Calima, réservoir servant à un ouvrage hydroélectrique d'un grand intérêt pour la région. Le lac Calima est un lieu important de villégiature du département. L'origine du nom du río Calima provient de la tribu qui vivait sur ce territoire ;
- le río Bugalagrande a son embouchure dans le río Cauca, tout près du département du Cauca ;
- le río Raposo et le río Anchicayá prennent leur source dans le parc national naturel des Farallones de Cali ;
- le río Dagua a son embouchure dans l'océan Pacifique. Ses eaux sont utilisées pour la production hydroélectrique ;
- le río La Vieja sert de frontière naturelle entre les départements du Quindío, du Risaralda et du Valle del Cauca ;
- le río Naya sert de frontière naturelle entre le département du Cauca et celui du Valle del Cauca ;
- le río Yurumanguí a son embouchure dans l'océan Pacifique ;
- le río Tuluá (es) naît sur la partie haute de la cordillère Centrale aux limites du département du Tolima. Ce cours d'eau a son embouchure dans le río Cauca ;
- le río Cofre prend sa source dans la cordillère Centrale. C'est un affluent du río Palacé et un sous-affluent du río Magdalena par le río Cauca ;
- le río Jamundí fournit l'eau à toute la municipalité de Jamundí. Ses affluents sont des sites d'activités récréatives.

Principaux lacs et baies :
- le lac Calima ;
- la laguna el Sonso ou laguna del Chircal ;
- la baie de Málaga ;
- la baie de Buenaventura.

### Découpage administratif

Municipalités de Valle del Cauca.

Le département de Valle del Cauca est divisé en quarante-deux municipalités. Sa capitale est Cali.
| Municipalité     | Superficie (km2) | Population (2014) | Densité (hab./km2) |
| ---------------- | ---------------- | ----------------- | ------------------ |
| Alcalá           | 61               | 20 930            | 343,11             |
| Andalucía        | 168              | 17 838            | 106,18             |
| Ansermanuevo     | 346              | 19 666            | 56,84              |
| Argelia          | 87               | 6 462             | 74,28              |
| Bolívar          | 602              | 13 652            | 22,68              |
| Buenaventura     | 6 078            | 392 054           | 64,5               |
| Buga             | 832              | 115 432           | 138,74             |
| Bugalagrande     | 374              | 21 220            | 56,74              |
| Caicedonia       | 219              | 29 928            | 136,66             |
| Cali             | 564              | 2 344 734         | 4 157,33           |
| Calima el Darién | 1 154            | 15 111            | 13,09              |
| Candelaria       | 285              | 80 485            | 282,4              |
| Cartago          | 279              | 131 545           | 471,49             |
| Dagua            | 886              | 36 282            | 40,95              |
| El Águila        | 244              | 11 026            | 45,19              |
| El Cairo         | 283              | 9 914             | 35,03              |
| El Cerrito       | 466              | 57 117            | 122,57             |
| El Dovio         | 283              | 8 597             | 30,38              |
| Florida          | 378              | 57 911            | 153,2              |
| Ginebra          | 313              | 20 857            | 66,64              |
| Guacarí          | 200              | 34 234            | 171,17             |
| Jamundí          | 655              | 117 117           | 178,8              |
| La Cumbre        | 235              | 11 464            | 48,78              |
| La Unión         | 121              | 37 076            | 306,41             |
| La Victoria      | 276              | 13 341            | 48,34              |
| Obando           | 171              | 14 911            | 87,2               |
| Palmira          | 1 123            | 302 727           | 269,57             |
| Pradera          | 407              | 54 470            | 133,83             |
| Restrepo         | 237              | 10 571            | 44,6               |
| Riofrío          | 280              | 14 957            | 53,42              |
| Roldanillo       | 217              | 32 963            | 151,9              |
| San Pedro        | 478,48           | 17 882            | 37,37              |
| Sevilla          | 587,5            | 45 425            | 77,32              |
| Toro             | 166              | 16 333            | 98,39              |
| Trujillo         | 221              | 18 158            | 82,16              |
| Tuluá            | 910,55           | 209 086           | 229,63             |
| Ulloa            | 45               | 5 490             | 122                |
| Versalles        | 352              | 7 318             | 20,79              |
| Vijes            | 122              | 10 886            | 89,23              |
| Yotoco           | 321              | 16 195            | 50,45              |
| Yumbo            | 222              | 114 427           | 515,44             |
| Zarzal           | 362              | 44 787            | 123,72             |

## Démographie
| 1985      | 1990      | 1995      | 2000      | 2005      | 2014      |
| --------- | --------- | --------- | --------- | --------- | --------- |
| 3 038 361 | 3 383 819 | 3 729 727 | 3 949 420 | 4 161 425 | 4 560 779 |

Le Valle del Cauca est le département colombien le plus concerné par les déplacements forcés de population en raison de sa proximité géographique avec les zones les plus affectées par le conflit armé.

### Ethnographie
Les métis et les blancs constituent le groupe ethnique majoritaire (72,2 %). Les Afro-Colombiens (27,2 %) représentent le deuxième groupe en importance ; ils sont établis principalement à Buenaventura et à Cali. Le groupe ethnique restant est composé principalement d'Amérindiens.

## Politique
Depuis 2012, le gouverneur du département est Ubeimar Delgado. Des élections anticipées avaient eu lieu, leur but étant de remplacer le gouverneur précédent, démis de ses fonctions par le gouvernement central à la suite de certaines irrégularités.

## Économie
Au début du XXe siècle ont commencé à s'établir les fondements de la puissante industrie du Valle del Cauca, avec d'importantes entreprises telles que Carvajal et Cementos del Valle (Ciments de la Vallée), en plus des germes de la riche industrie du sucre.
Les débuts de la décennie des années 1940 ont vu l'éclosion d'investissements étrangers (principalement des États-Unis) avec l'établissement de plusieurs usines et fabriques appartenant à des multinationales, telles que Croydon en 1937, Carton Colombia, Goodyear et Colgate-Palmolive en 1941, Gillette et Johnson & Johnson peu de temps après. Entre 1940 et 1980 se sont établis de nombreux laboratoires pharmaceutiques tel que Tecnoquimicas, Bayer, Baxter, Lafrancol, J.G.B., Recamier en plus de nombreuses industries manufacturières comme Colombina, Hrinera del Valle (farine), Rica Rondo, Fanalca, Centelsa, Baterías M.A.C., Plásticos Rimax, Productos Yupi. C'est également dans ces mêmes années que se sont établies les premières grandes chaînes de magasins telles que Almacenes la 14 (es).
Le département contribue de manière importante à l'économie nationale. Cependant, dans les classements, le Valle del Cauca est régulièrement dépassé par les départements d'Antioquia et du Cundinamarca. L'industrie lourde est présente, particulièrement dans la municipalité de Yumbo (au nord de Cali). On y trouve principalement la production de papier, de ciments et diverses industries chimiques. On trouve aussi une grande industrie agroalimentaire dans tout le Valle del Cauca (Cali, Palmira, Tuluá, Buga, Cartago et Zarzal).

### Agriculture
Le département est le principal producteur de canne à sucre de Colombie ; l'essentiel des terres du Valle del Cauca est occupé par cette culture. La production est principalement destinée au marché intérieur, mais également à l'exportation dans les pays voisins. Les rendements par hectare de la culture de la canne à sucre figurent parmi les plus élevés au monde surtout à cause de son industrialisation.
De plus, la caféiculture et la production de fruits sont importantes dans le nord du département.
Selon l’Atlas de la propriété rurale, la concentration foncière dans le Valle del Cauca est la troisième la plus élevée du pays ; un pays où l’inégalité dans l’accès à la terre est parmi les plus fortes du continent.
Une grève de 56 jours est menée en 2010 par les coupeurs de cannes à sucre.

## Infrastructure

### Port
Sur la côte Pacifique se trouve la municipalité de Buenaventura et son port du même nom. Il s'agit du principal port de la Colombie sur le Pacifique. Le port de Buenaventura dispose d'installations permettant la réception et l'expédition de vracs liquides et solides, de conteneurs, etc. Ce port est très important pour la Colombie puisque transitent dans ses eaux 82 % du commerce extérieur du pays.

### Routes
Le département possède un important réseau routier avec plus de 8 300 km de voies, dont 690 km sont des voies à chaussées séparées. Le port sur le Pacifique se trouvant dans le département, beaucoup de trafic routier transite dans le Valle del Cauca, ce qui explique l'existence des voies rapides les plus élaborées.
La route panaméricaine traverse le département du nord au sud sur toute sa longueur. Elle est en grande partie à chaussées séparées, principalement dans sa partie nord (au nord de la ville de Cali).
Des travaux sont effectués afin de faciliter les déplacements avec la côte Pacifique et ont pour but d'avoir une voie à chaussées séparées sur toute sa longueur entre Bogota et Buenaventura. Le tronçon entre Buga et Buenaventura subit plusieurs travaux (nouveaux tunnels, nouvelles voies) dans le but d'accélérer la vitesse moyenne pouvant être atteinte entre ces deux points, la cordillère Occidentale étant un obstacle naturel fort important.